# 布莱克书店
《布莱克书店》（英語：Black Books）是一部英国情景喜剧，由迪伦·莫兰和格雷厄姆·莱恩汉合作编剧，从2000年至2004年在第四台播出。该剧讲述了伦敦的一家二手书店中发生的故事，主要角色为书店老板伯纳德·布莱克、他的助理曼尼·比杨科和好友弗兰·卡曾加墨，分别由迪伦·莫兰、比尔·贝利和塔姆辛·格雷格饰演。《布莱克书店》运用了多镜头模式，主要在伦敦泰丁顿工作室拍摄。书店外景在布卢姆茨伯里地区实地拍摄 。该剧的第一集于2000年9月29日播出，最后一集于2004年4月15日播出，共播放了三季18集。
《布莱克书店》在评论界广受赞誉，赢得了多项提名和奖项，包括两项英国学术电视奖最佳情景喜剧奖和金玫瑰电视奖。2004年，该剧在BBC的“最佳英国情景喜剧”票选活动中位列第58位（共100位）。在第四台的“世界上最伟大的喜剧角色”票选活动中，该剧主人公伯纳德·布莱克位列第19位。